# Anacroneuria hemiphaea
Anacroneuria hemiphaea és una espècie d'insecte plecòpter pertanyent a la família dels pèrlids.

## Descripció
- Els adults presenten el cap i el pronot de color marró rogenc.[4]

## Hàbitat
En el seu estadi immadur és aquàtic i viu a l'aigua dolça, mentre que com a adult és terrestre i volador.

## Distribució geogràfica
Es troba a Sud-amèrica: Santa Catarina (el Brasil).